# 11 septembre 1989
Le lundi 11 septembre 1989 est le 254e jour de l'année 1989.

## Naissances
- Rafael Baca, footballeur mexicain ;
- Patrick Bercz, cycliste allemand ;
- Karima Christmas, joueur de basket-ball américain ;
- Anthony Delaplace, coureur cycliste français ;
- Reinhard Egger, lugeur autrichien ;
- Tomoyasu Hirose, joueur de football japonais ;
- Asuka Kuramochi, chanteuse japonaise ;
- Michael McDonald, joueur de poker canadien ;
- Anna Polina, actrice pornographique franco-russe ;
- Enrique Sanz, coureur cycliste espagnol ;
- Zeke Spruill, joueur américain de baseball ;
- Carmen Thalmann, skieuse autrichienne ;
- Nik Turley, joueur américain de baseball ;
- Maxime Verner, personnalité politique française ;
- Michael J. Willett, acteur américain ;
- Kevin Yann, footballeur français.

## Décès
- Guy Fernandez (né le 29 octobre 1942), personnalité politique française ;
- Michel Pichard (né le 27 juin 1918), résistant français.

## Événements
- République démocratique allemande : à la suite de l'ouverture de la frontière, des milliers d'Allemands de l'Est franchissent la frontière entre la Hongrie et l'Autriche. Dans la semaine, plus de quinze mille réfugiés choisissent la liberté vers l'Allemagne de l'Ouest. La Croix-Rouge internationale est présente sur le terrain en fournissant des repas chauds et en affrétant des bus de transport. Des dizaines de milliers d'autres Allemands de l'Est se préparent à les suivre.
- France : malgré son décès le 2 juillet de la même année, le juge d'instruction retient contre Jean Leguay la « participation à des crimes contre l'humanité », alors que les avocats Klarsfeld et Libman portent plainte contre René Bousquet (80 ans), l'ancien secrétaire de la Police de Vichy, pour « crimes contre l'humanité ».
- Sortie du film Le Cuisinier, le voleur, sa femme et son amant.
- Sortie de l'album We Too Are One de Eurythmics.